# František Barkóci
František Barkóci (maďarsky Barkóczy Ferenc, 15. října 1710, Čičava – 18. června 1765, Bratislava) byl vysoký církevní hodnostář a náboženský spisovatel. Od roku 1761 byl ostřihomským arcibiskupem a knížetem-primasem uherským. Od roku 1762 byl hlavním inspektorem škol. 